# Van (Älvdalens socken, Dalarna)
Van (älvdalska Uoni) är en sjö i Älvdalens kommun i Dalarna och ingår i Dalälvens huvudavrinningsområde. Sjön är 9 meter djup, har en yta på 2,68 kvadratkilometer och befinner sig 437,9 meter över havet.
Sjön består av en liten nordlig och en långsmal sydlig del, "Norr i sjön" och "Sör i sjön". I "Norr i sjön" har Vanån och Avliotbäcken sitt inföde. Från "Sör i sjön" avvattnas Van av vattendraget Vanån.
En stor del av Älvdalens gårdar bedrev tidigare fiske i Van från sina fäbodar runt sjön. Ett fiskehärbre från Lövnäs har idag flyttats till Rots skans. På en holme hade Evertsberg och på ön Magur hade Älvdalsåsen sitt fiskeläge.
Särnabornas gamla vinterväg till Äldalen gick över Van och Skrållön.

## Delavrinningsområde
Van ingår i det delavrinningsområde (680575-137143) som SMHI kallar för Utloppet av Van. Medelhöjden är 473 meter över havet och ytan är 26,55 kvadratkilometer. Räknas de 4 avrinningsområdena uppströms in blir den ackumulerade arean 80,73 kvadratkilometer. Vanån som avvattnar avrinningsområdet har biflödesordning 3, vilket innebär att vattnet flödar genom totalt 3 vattendrag innan det når havet efter 438 kilometer. Avrinningsområdet består mestadels av skog (48 procent) och sankmarker (22 procent). Avrinningsområdet har 2,68 kvadratkilometer vattenytor vilket ger det en sjöprocent på 10,1 procent.